# Avilés
Avilés (španska izgovarjava: [aβiˈles]) je mesto v Asturiji v Španiji. Avilés je z Oviedom in Gijónom, eno glavnih mest v kneževini Asturiji.
Mesto zaseda najravnejše ozemlje v občini, deloma na kopnem, ki je pripadalo morju, in obdano z majhnimi rti, ki so vsi nižji kot 140 metrov. Njegovo nacionalno pristanišče je v ustju Avilésa, na severnem osrednjem delu asturijske obale, zahodno od rta Peñas.
Avilés je večinoma industrijsko mesto. Je blizu priljubljenih plaž, kot so Salinas. Ima tudi pomembne cerkve, kot je sv. Tomaž Canterburyjski. Avilés ima tudi kulturne ustanove, kot je gledališče Palacio Valdés (v španščini Teatro Palacio Valdés) ali mednarodni Kulturni center Oscarja Niemeyerja (v španščini Centro Cultural Internacional Oscar Niemeyer).

## Zgodovina
Arheološka izkopavanja so pokazala, da je bilo območje poseljeno že v obdobju zgornjega paleolitika.
Obstoj pravega mesta je dokumentiran šele v zgodnjem srednjem veku, čeprav naj bi ime Avilés prišlo od lokalnega rimskega posestnika Abiliusa.
Prvi dobro znani dokument je podaritev dveh cerkva, ki jih je leta 905 izročil asturijski kralj Alfonz III. V srednjem veku je bilo to eno najpomembnejših pristanišč Biskajskega zaliva, kjer se je trgovalo predvsem s francoskimi pristanišči, glavna trgovina je bila s soljo. Takrat je imel dve jedri: ribiško okrožje Sabugo in aristokratsko središče La Villa, ki sta stala drug nasproti drugega preko majhnega vtoka vode na mestu današnjega glavnega parka Avilés. La Villa je bila obdana z močnim obzidjem, kar je pokazalo njen strateški in komercialni pomen. 15. januarja 1479 sta Katoliška kralja podelila prosti trg vsak ponedeljek v letu, ki še vedno poteka. Pomen mesta kot pomorskega središča je podpirala gradnja ladij z lesom, pobranim iz bližnjih gozdov in s sodelovanjem lokalnih mornarjev pri osvajanju Sevilje s strani kastiljske vojske, kar se odraža v Avilésovem grbu.
Je rojstni kraj Pedra Menéndeza de Avilésa (1519 – 1574), admirala v vojski Filipa II. in raziskovalca, ki je v 16. stoletju raziskal Florido in leta 1565 ustanovil prvo uspešno (stalno naseljeno) evropsko mesto v današnjih Združenih državah, San Augustín (sodobni St. Augustine, Florida). Avguštin in Avilés sta zdaj pobrateni mesti. Avilés je tudi rojstni kraj Juana Carreña Mirande, dvornega slikarja kralja Karla II.
Estuarij, ki je bil od zgodnje moderne dobe zaprt za plovbo, je bil v 19. stoletju delno izsušen in očiščen. Tok vode, ki deli mesto, je bil pokrit, tako da sta se lahko jedri, Sabugo in La Villa, združili. Nato je mesto začelo rasti zunaj srednjeveškega obzidja, ki je bilo porušeno leta 1818. V 20. stoletju je prišlo do hitre rasti prebivalstva zaradi prihoda več velikih tovarn v mesto. Leta 1953 so se začela prva zemeljska dela za izgradnjo tovarne ENSIDESA, velike jeklarne, trenutno Aceralia (del ArcelorMittal); druga podjetja na tem območju so Cristalería Española, ki je skupaj z ENDASA, trenutno Alcoa, preoblikovala Avilés v eno od španskih industrijskih središč. Danes se mesto poskuša osredotočiti na nove panoge, zlasti na kulturni turizem, in mu povrniti starinski okus.

## Kultura

### Arhitektura
Znamenitosti so:
- Cerkev sv. Tomaža Canterburyjskega (iz 13. stoletja)
- Cerkev svetega Nikolaja Barijskega (12.-13. stoletje), v romanskem slogu
- Palacio de Valdecarzana, edini primer posvetne srednjeveške arhitekture v mestu
- Palacio de Llano Ponte (1700–1706)
- Baročna Palacio de Camposagrado, utrjena na severni fasadi proti angleškim piratom
- Capilla de los Alas, nagrobni spomenik iz 14. stoletja v romansko-gotskem prehodnem slogu
- Stara cerkev Sabugo (13. stoletje)
- Palacio de Balsera, v modernističnem slogu
- gledališče Palacio Valdés v neobaročnem slogu

### Muzeji in umetniški centri
- Muzej zgodovine mesta Avilés
- Muzej črne keramike
- Muzej Alfercam, kjer lahko obiskovalci najdejo kombinacijo svetovnih glasbil in starodobnih avtomobilov.
- Casa de Cultura, vključno z javno knjižnico Bances Candamo, umetniško galerijo, bralnimi in študijskimi področji.
- CMAE - Centro Municipal de arte y exposiciones - center umetnosti in razstave na območju El Arbolón, nedaleč od središča mesta.
- Mednarodni Kulturni center Oscarja Niemeyerja, ki ga je zasnoval brazilski arhitekt Oscar Niemeyer. Je magnet za različne osebnosti, vključno z dobitniki nagrad Princesa de Asturias, Nobelove nagrade, glasbenike, igralce, Združene narode itd.

### Skulpture
Po vsem mestu so skulpture v različnih slogih: sklop skulptur v parku El Muelle , zlasti skulptura Pedra Menendeza in La foca (pečat); sklop skulptur Ruta del acero ob estuariju Avilésa; Avilés skulptura in druge, kot so Marta y María, El hombre que escucha la piedra (Človek, ki posluša kamen), El eslabón, Entre bambalines  itd.
.

## Podnebje
Območje ima oceansko podnebje , topla poletja z oblačnimi in sončnimi dnevi. Pozimi je vreme zmerno, z dežjem in vetrom, čeprav včasih hladno podnebje Asturije povzroči sneženje na morski gladini. Temperatura je redko pod ničlo ali nad 30 ° C. Poletni vrhunci so po španskih standardih izjemno nizki zaradi težkih pomorskih značilnosti in severnega položaja v državi.

## Gospodarstvo
Pristanišče Avilés pretovarja razsuti tovor, tovor v embalaži in tekočine in ima prostore za ribolov in plovila za prosti čas.

## Pobratena mesta
- St. Augustine, Florida, ZDA
- Saint-Nazaire, Francija
- Laayoune, Maroko
- Cárdenas, Kuba